# Cases porticades de la plaça de la Vila (l'Arboç)
La Plaça de la Vila és una obra del municipi de l'Arboç protegida com a bé cultural d'interès local.

## Descripció
La plaça de la vila era anteriorment tota porticada, però avui dia tan sols en queden uns quants porxos bastant malmesos. Aquests edificis porticats tenen uns trets comuns que ens permet d'analitzar-los plegats. Generalment acostumen a ser de tres plantes. Els baixos, ocupats majoritàriament per comerços presenten un porxo, els arcs del qual són rebaixats i sostinguts per columnes a bombades de capitells dòrics; el sostre de les voltes és embigat. La planta noble acostuma a tenir un balcó, o dues portes balconeres, o bé dues finestres. Generalment són rematats per una barana de pedra.

## Història
Aquesta plaça, coneguda al llarg dels temps amb diversos noms (plaça del Blat, plaça de la Constitució...), presenta, encara, restes dels antics porxos. A causa de la construcció de la Caixa d'Estalvis Provincial de Tarragona la part dels porxos s'han vist desfigurats. La majoria dels habitatges que tenen porxos són datats cap a finals del segle xix. Hom pot llegir la corresponent data a la façana.